# Yoshikawa (Kōchi)
Yoshikawa (吉川村 Yoshikawa-mura?) fue una villa localizada en el distrito de Kami, prefectura de Kōchi, Japón.
En el 2003, el pueblo tenía una población estimada de 2069 y una densidad de 486,82 personas por km². El área total era de 4,25 km ².
El 1 de marzo de 2006, Yoshikawa, junto con las ciudades de Akaoka, Kagami, Noichi y Yasu (todas en el distrito de Kami), fueron fusionadas para crear la ciudad de Kōnan y ya no existe como un municipio independiente.